# Cladotoma ovalis
Cladotoma ovalis is een keversoort uit de familie Ptilodactylidae. De wetenschappelijke naam van de soort is voor het eerst geldig gepubliceerd in 1837 door Westwood.